# Skania
La skania (gen. Skania) è un organismo estinto, vissuto tra il Cambriano inferiore e il Cambriano medio (520-505 milioni di anni fa). I suoi resti fossili sono stati ritrovati nei famosi giacimenti di Burgess Shales (Canada) e di Maotianshan (Cina).

## Descrizione
Di piccole dimensioni (circa mezzo centimetro), questo organismo possedeva una forma moderatamente allungata e leggermente più larga nella parte anteriore. All'interno di questo corpo piatto, nei fossili è possibile notare una struttura a forma di mezzaluna posta nella parte anteriore, collegata da una sorta di cresta mediana, che percorre tutto il corpo. L'aspetto di questo essere doveva assomigliare molto a quello dell'analogo Primicaris, rinvenuto anch'esso nel giacimento di Maotianshan. Entrambi questi organismi dovevano essere simili al più antico Parvancorina, noto in sedimenti del Proterozoico superiore e dotato di un corpo più tondeggiante.

## Parentele
Descritto per la prima volta nel 1931 sulla base di un esemplare ritrovato nel giacimento di Burgess (Skania fragilis), questo genere è stato poi descritto approfonditamente grazie a numerosi esemplari ben conservati provenienti dal giacimento di Maotianshan e appartenenti alla specie Skania sundbergi. I nuovi ritrovamenti cinesi hanno gettato nuova luce su questo organismo e soprattutto sono state fondamentali per una nuova interpretazione dell'origine degli artropodi. Le affinità riscontrate con Parvancorina hanno condotto gli studiosi cinesi a definire un gruppo di artropodi primitivi i Parvancorinomorpha, forse affini agli Arachnomorpha e ai Marrellomorpha (Lin, 2006).